# Stanisław Serwaczyński

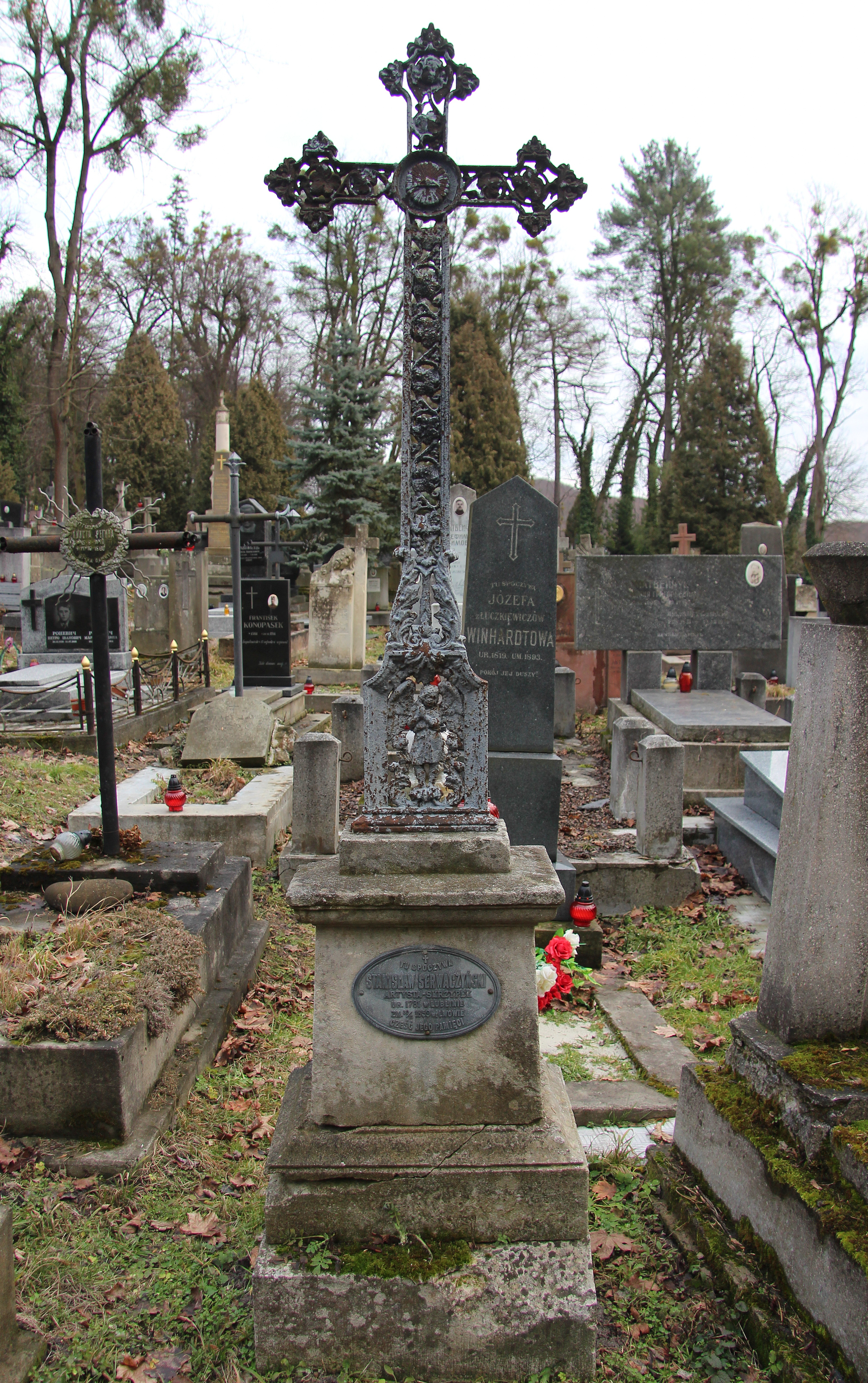

Stanisław Serwaczyński (ur. 16 listopada 1790 w Lublinie, zm. 30 listopada 1859 we Lwowie) – polski skrzypek wirtuoz, kompozytor, dyrygent i pedagog, solista i koncertmistrz Opery Budapeszteńskiej.

## Życiorys
W latach 1799–1805 był uczniem Szkoły Wydziałowej w Lublinie. Gry na skrzypcach uczył go ojciec, kapelmistrz Gwadegniego w Kocku i Bratysławie, a gry na fortepianie Jan Barcicki. Przez trzy lata był uczniem hr. Quandangi. W 1810 wyjechał do Lwowa, gdzie był członkiem orkiestry teatralnej, a następnie jej koncertmistrzem. W 1832 został koncertmistrzem orkiestry teatralnej w Wiedniu, a od 1833 do 1838 dyrygował orkiestrą Opery Budapeszteńskiej. Po powrocie do Polski ponownie zamieszkał we Lwowie, jednak bywał i koncertował w Lublinie. Wykształcił wielu skrzypków, m.in. Henryka Wieniawskiego. W 1847 powrócił do Lublina, gdzie był inspiratorem życia muzycznego miasta. Urządzał popularne wieczory muzyczne. W czerwcu 1859 za namową córek przeniósł się do Lwowa. 7 listopada dał tam swój ostatni koncert, a 30 listopada zmarł. Został pochowany na cmentarzu Łyczakowskim.
W 1820 był członkiem loży wolnomularskiej Wolność Odzyskana.